# Laboratoire naval de physique et d'océanographie
Le laboratoire naval de physique et d'océanographie (en anglais, Naval Physical and Oceanographic Laboratory, NPOL) est un laboratoire de l’Organisation de recherche et développement pour la défense (DRDO), qui dépend du ministère de la Défense de l’Inde. Il est situé à Thrikkakara, Cochin, Kerala. Le NPOL est responsable de la recherche et du développement de systèmes sonar, de technologies de surveillance sous-marine, d’études de l’environnement océanique et des matériaux sous-marins.

## Histoire
Le laboratoire de physique de la marine indienne (INPL) a été créé à Cochin par la marine indienne en 1952. Il a d’abord fonctionné comme laboratoire de terrain pour les activités de soutien de la flotte. Il a fusionné avec le DRDO en 1958 et a commencé à travailler sur des systèmes sous-marins. L’INPL a été rebaptisé Naval Physical Oceanographic Laboratory (NPOL).
Jusqu’en 1990, le NPOL fonctionnait sur la base navale de Cochin. En 1990, il a déménagé dans un nouveau campus de 60 acres (240 000 m2) à Thrikkakara, une banlieue de Cochin. Le nouveau campus dispose d’un complexe technique principal et de deux complexes résidentiels, SAGAR et VARUNA. Le complexe technique abrite le bâtiment principal, le bâtiment Abhinavam et plusieurs installations d’essai, dont un réservoir acoustique. Outre le campus de Thrikkakara, le NPOL dispose d’une installation de recherche acoustique sous-marine hors site au lac Idukki, à 100 km à l’est de Cochin. Depuis 1995, le NPOL exploite l’INS Sagardhwani (A74), un navire océanographique de 2 000 tonnes utilisé pour la collecte de données océanographiques.

## Domaines d’activité
Le NPOL est en train de mettre au point une technologie appelée « réseau de fond marin », des capteurs qui seront posés sur le fond marin pour la surveillance de l’océan, ce qui fournira des mesures et informera par satellite le centre de contrôle de ce qui se passe en dessous. Le DRDO prévoit un satellite dédié au système de surveillance côtière.
Tous les futurs navires prévus par la marine indienne seront équipés de sonars conçus par le NPOL. Les sonars en cours de développement sont le HUMSA NG (mise à niveau du sonar HUMSA), les sonars sous-marins USHUS (pour la classe Sindhughosh) et PAYAL pour la classe Arihant.
L’acoustique sous-marine est un autre domaine sur lequel le NPOL se penche. Les conditions océanographiques physiques qui président à la propagation dans l’eau des ondes sonores sont étudiées à l’aide du navire de recherche INS Sagardhwani du DRDO et de modèles océaniques développés en interne. Différents modèles de prédiction de la portée des sonars ont également été développés par le NPOL au cours des dernières années, et sont utilisés par la marine indienne,.